# Garelli Vip 50
Der Garelli Vip 50 ist ein Motorroller des italienischen Herstellers Garelli, der in den Jahren 2006 und 2007 produziert wurde. Das Modell wurde unter der Leitung von Paolo Berlusconi entwickelt. Der Roller entsprach der Euro-2-Abgasnorm. Der Motorroller wurde in China von der Jiangmen Baotian Motorcycle hergestellt. Die Endmontage sowie die Qualitätskontrolle erfolgte bei Garelli in Italien.

## Technik
Der Motor der Vip 50 ist ein luftgekühlter Einzylinder-Viertaktmotor mit einer Leistung von 3 kW (4 PS). Die Kraftübertragung erfolgt über ein stufenloses Getriebe mit Riemenantrieb. Der Roller hat 12-Zoll-Räder, eine Scheibenbremse vorn und eine Trommelbremse hinten; die Sitzhöhe beträgt 860 mm.

## Ausstattung
Zur Ausstattung des Rollers gehören ein Elektrostarter, ein Kickstarter sowie eine digitale Instrumenteneinheit mit Drehzahlmesser, Tankanzeige und Uhr. Der Roller wurde ausschließlich mit einem 50-cm³-Motor angeboten und war in mehreren Farbvarianten erhältlich.

## Technische Daten
| Merkmal               | Wert                              |
| --------------------- | --------------------------------- |
| Motorleistung         | 3 kW (4 PS)                       |
| Hubraum               | 49,5 cm³                          |
| Motortyp              | Einzylinder-Viertakt, luftgekühlt |
| Getriebe              | Stufenloses Getriebe              |
| Antrieb               | Riemenantrieb                     |
| Höchstgeschwindigkeit | 45 km/h                           |
| Bremse vorne          | Scheibenbremse                    |
| Bremse hinten         | Trommelbremse                     |
| Reifengröße vorne     | 120/70 – 12                       |
| Reifengröße hinten    | 130/70 – 12                       |
| Sitzhöhe              | 860 mm                            |
| Leergewicht           | 80 kg                             |
| Tankinhalt            | 4 Liter                           |